# بهروز پاک‌نیت
بهروز پاک‌نیت (زاده ۲۱ سپتامبر ۱۹۷۷) یک بازیکن فوتبال اهل ایران خوزستان.بهبهان است.